# De Heer Kocken
De Heer Kocken is een restaurant in Vught, Nederland. Het restaurant kreeg in 2009 een Michelinster toegekend. Het restaurant werd in 1998 in 's-Hertogenbosch geopend en verhuisde in 2000 naar Vught. De chef-kok van “De Heer Kocken” is John Kocken.